# Allerstedt
Allerstedt is een plaats in de Duitse gemeente Kaiserpfalz, deelstaat Saksen-Anhalt.